# Chalarodon
Chalarodon — рід малагасійських наземних ігуанів. Рід вважався монотиповим, поки в 2015 році не було визнано другий вид, Chalarodon steinkampi, на основі морфології та даних послідовності ДНК. Його мадагаскарськими родичами є ігуани з роду Oplurus.

## Середовище проживання
Члени цього роду населяють напівпосушливі та посушливі регіони та майже повністю відкриті або дуже рідко вкриті рослинністю місця існування з піщаним ґрунтом на півдні, заході та південно-сході Мадагаскару.

## Харчування
Тварини є комахоїдними. Окрім комах, інколи потрапляють у їжу рослини, зокрема у вигляді листя та коренів.

## Розмноження
Під час шлюбного сезону самці захищають території, демонструючи загрозу та бої. Копуляція дуже коротка, і самки відкладають пари яєць між груднем і березнем.